# Морачник
Морачник је мало ненасељено острво у хрватском делу Јадранског мора.
Морачник се налази у Националном парку Мљет западно од насеља Полаче на острву Мљету пред улазом у залив Лука Полаче. Од насеља Полаче је удаљено око 2 km. Површина острва износи 0,234 km². Дужина обалске линије је 2,73 km., а највиша тачка на острву је висока 75 m.